# Irina Khakamada
Irina Moutsouovna Khakamada (russe : Ирина Муцуовна Хакамада), née le 13 avril 1955 à Moscou, est une femme politique russe.
Elle est présidente du parti russe démocrate Notre Choix ("Nach Vybor"). De 2000 à 2003, elle a été coprésidente de l'Union des forces de droite, regroupant les partis libéraux. Elle a présenté sa candidature à l'élection présidentielle russe de 2004.

## Biographie
En 1978, elle sort diplômée de l'université russe de l'Amitié des Peuples de Moscou, appelée alors « université Patrice Lumumba ». Elle est députée à la Douma de 1993 à 2003 et défend les petites et moyennes entreprises. Ses opinions sont celles de la droite libérale. Négociatrice le lendemain de la prise d'otages du théâtre de la Doubrovka à Moscou, lors d'une représentation de la comédie musicale Nord-Ost, le 23 octobre 2002, elle se montre critique de l'action du gouvernement. Elle affirme que les preneurs d'otage n'auraient pas utilisé leurs bombes et n'auraient pas fait sauter le théâtre.
À l’élection présidentielle russe de 2004 (où elle n'a pas été soutenue par l'Union des Droites), elle rassemble 3,9 % des voix. Elle est considérée comme une opposante en ce qui concerne les réformes économiques et comme s'étant rapprochée de Boris Nemtsov. Certains journalistes l'accusent de pratiquer une opposition faire-valoir de la politique gouvernementale, allégations qu'elle a vivement réfutées.
Après l’élection, Irina Khakamada fonde le parti Notre Choix, qui fusionne avec celui de Mikhaïl Kassianov, ancien Premier ministre de Vladimir Poutine et opposant ferme, fondateur du parti Union démocrate-populaire.
En mai 2008, elle déclare se retirer de la politique et démissionne de son parti.

## Vie privée
Elle est mariée avec Vladimir Evguenevitch Sirotinsky et a deux enfants.